# Поатие
Вижте пояснителната страница за други значения на Поатие.
Поатиѐ (на френски: Poitiers) е град в Централна Западна Франция. Разположен е в регион Поату-Шарант, департамент Виен на река Клен. Той е главен административен център на регион Поату Шарант и на департамент Виен. Голям транспортен шосеен и жп възел. Текстилна, химическа и спиртоварна промишленост. Има университет. Близо до днешния град се е състояла известната битка от 732 г., когато войските на Карл Мартел разбиват арабите и спират настъплението им в Западна Европа. Населението му е около 89 300 души (2007).

## Личности
Родени
- Мишел Фуко (1926-1984), френски философ